# 송찬호
송찬호(1959년 ~ )는 대한민국의 시인이다. 1959년 충청북도 보은에서 태어나 경북대학교 독어독문학과를 졸업했다. 1987년 《우리 시대의 문학》에 〈금호강〉 등을 발표하며 작품 활동을 시작했다. 2000년 제13회 「동서문학상」, 제19회 「김수영문학상」, 2008년 제8회 「미당문학상」, 2009년 제17회 「대산문학상」, 2010년 제3회 「이상시문학상」을 수상했다.

## 약력
1987년 《우리 시대의 문학》에 〈금호강〉 등을 발표하며 작품 활동을 시작했다. 2000년 제13회 「동서문학상」, 제19회 「김수영문학상」, 2008년 제8회 「미당문학상」, 2009년 제17회 「대산문학상」, 2010년 제3회 「이상시문학상」을 수상했다.

## 수상
- 2000년 제13회 「동서문학상」
- 2000년 제19회 「김수영문학상」
- 2008년 제8회 「미당문학상」
- 2009년 제17회 「대산문학상」
- 2010년 제3회 「이상시문학상」

## 저서

### 시집
- 《흙은 사각형의 기억을 갖고 있다》(민음사, 1989)
- 《10년 동안의 빈 의자》(문학과지성사, 1994)
- 《붉은 눈, 동백》(문학과지성사, 2000)
- 《고양이가 돌아오는 저녁》(문학과지성사, 2009)

### 동시집
- 《저녁별》(문학동네, 2011)